# Премія Лоуренса Олів'є
Премія Лоуренса Олів'є (англ. Laurence Olivier Award) — найпрестижніша театральна нагорода у Великій Британії, яку з 1977 року вручає Товариство Лондонського театру (засноване 1908 року як Товариство театрів Вест-Енда). У 1984 року премія названа на честь британського актора Лоуренса Олів'є (1907—1989).

## Категорії

### Драма
- Найкраща нова драма
- Найкраща поновлена вистава
- Найкраща нова комедія
- Найкращий актор
- Найкраща акторка
- Найкраще виконання допоміжного складу
- Найкращий актор допоміжного складу
- Найкраща акторка допоміжного складу
- Найкраще нове обличчя

### Мюзикл
- Найкращий новий мюзикл
- Найкращий поновлений мюзикл
- Найкращий актор мюзиклу
- Найкраща акторка мюзиклу
- Найкращий актор допоміжного складу в мюзиклі
- Найкраща акторка допоміжного складу в мюзиклі
- Найкраще виконання допоміжного складу в мюзиклі

### Сценічне виробництво
- Найкращий режисер
- Найкращий театральний хореограф
- Найкращий костюмер
- Найкращий декоратор
- Найкраща постановка світла
- Найкраща постановка звука

### Балет і опера
- Найкраща нова постановка балету
- За видатні заслуги в балеті
- Найкраща нова постановка опери
- За видатні заслуги в опері